# تی‌اس‌اس آنجیلا (۱۹۲۰)
تی‌اس‌اس آنجیلا (۱۹۲۰) (به انگلیسی: TSS Anglia (1920)) یک کشتی بود که طول آن ۳۸۰٫۵ فوت (۱۱۶٫۰ متر) بود. این کشتی در سال ۱۹۲۰ ساخته شد.